# Rarotonga
Rarotonga, najveći otok Cookovog Otočja. Vulkanskog je podrijetla. Površine je 67.39 km². Najviši vrh otoka je Manga (658 m). Po popisu stanovništva 2011. na otoku živi 13 095 ljudi. Glavno naselje otoka i cijelog otočja je grad Avarua (5 445 stanovnika) koji se nalazi na sjevernoj obali i ima međunarodnu zračnu luku. Rarotonga je vrlo popularno turističko odredište i posjeduje mnogo hotela, motela i apartmana. Većinu stanovništva čine domoroci koji govore rarotonškim jezikom. 
Otok su još u 6. stoljeću naselili Maori. Rarotongu je 1823. otkrio engleski misionar John Williams i to je posljednja otkrivena kolonizirana kopnena masa. 1888. Cookovo Otočje postaje britanski protektorat, a 1901. preuzima ga Novi Zeland.

## Galerija
- Pogled na rarotonšku plažu
- Ara Tapu, glavna cesta na otoku
- Pogled na najviši vrh Mangu s južne obale
- Bijela pješčana plaža na Titikaveki
- Ara Tapu (glavna cesta) blizu plaže Tikioki
- Glavna ulica glavnog grada Cookovog Otočja Avarue
- Crkva u Avarui
- Najveća i najpoznatija rarotonška plaža Muri